# Alice Romagnoli
Alice Romagnoli (Milano, 22 febbraio 1984) è un'ex cestista italiana, ala-pivot di 190 cm.

## Carriera
In Serie A1 ha vestito le maglie di Cavezzo, Montigarda, Venezia e Ribera. Nel corso della sua carriera ha militato nella squadra di Udine in serie A2 girone nord. Ha militato anche con l'Olimpia La Spezia e Lucca.
Ha vinto il titolo nazionale dello Streetball Italian Tour 2013 con The Cifgirls di pallacanestro 3x3.

## Statistiche
Dati aggiornati al 30 giugno 2010.
| Stagione        | Squadra                 | Competizione | Partite | Partite | Partite | Statistiche tiro | Statistiche tiro | Statistiche tiro | Altre statistiche | Altre statistiche | Altre statistiche | Altre statistiche | Altre statistiche |
| Stagione        | Squadra                 | Competizione | Pres.   | Titol.  | Minuti  | Tiri da 2        | Tiri da 3        | Liberi           | Rimb.             | Assist            | Rubate            | Stopp.            | Punti             |
| --------------- | ----------------------- | ------------ | ------- | ------- | ------- | ---------------- | ---------------- | ---------------- | ----------------- | ----------------- | ----------------- | ----------------- | ----------------- |
| 2005-2006       | Acetum Cavezzo          | Serie A1     | 36      | 2       | 629     | 37/99            | 4/9              | 19/32            | 130               | 9                 | 33                | 7                 | 105               |
| 2006-2007       | New Wash Montigarda     | Serie A1     | 29      | 4       | 394     | 17/56            | 0/2              | 11/18            | 70                | 15                | 18                | 5                 | 45                |
| 2007-2008       | Umana Venezia           | Serie A1     | 17      | 0       | 186     | 21/38            | 0                | 4/4              | 31                | 0                 | 5                 | 1                 | 46                |
| 2008-2009       | Banco di Sicilia Ribera | Serie A1     | 14      | 1       | 134     | 2/14             | 0                | 4/7              | 23                | 4                 | 7                 | 0                 | 8                 |
| gen. 09         | TermoCarispe La Spezia  | Serie A2     | 10      | 10      | 272     | 27/66            | 0                | 18/23            | 112               | 3                 | 11                | 5                 | 72                |
| 2009-2010       | Ducato Lucca            | Serie A2     | 37      | 35      | 960     | 100/209          | 0/7              | 66/82            | 252               | 12                | 56                | 20                | 266               |
| Totale carriera |                         |              |         |         |         |                  |                  |                  |                   |                   |                   |                   |                   |

## Palmarès
- Promozione in Serie A1: 1
Lucca: 2009-10.